# 福島正人 (建築工学者)
福島 正人（ふくしま まさと、1922年12月15日  - 2004年3月12日）は、日本の建築工学/建築構造学者、建築材料/建築生産学者。大阪工業大学名誉教授。工学博士（東京大学）。
専門は、建築工学・建築構造、建築材料・建築生産（特にコンクリート工学）。
福島 万沙塔（読みは本名と同じ）の俳号で俳人としても活動した。

## 来歴
鹿児島県に生まれる。1940年に旧制鹿児島県立第二鹿児島中学校（現：鹿児島県立甲南高等学校）を、1942年9月に旧制第七高等学校造士館理科を、それぞれ卒業した。1945年、東京帝国大学第二工学部（現：東京大学工学部）建築学科を卒業する。のちに、東京大学より論文「南九州産軽量骨材の利用に関する研究」にて工学博士号を取得している。
1952年鹿児島県立大学（のちに鹿児島大学に併合）講師、1957年鹿児島大学助教授を経て、1964年大阪工業大学工学部建築学科に教授として着任し、建築学教室担当となる。1992年に同大学を退官し、大阪工業大学名誉教授となる。
大阪工業大学工学部建築学科では28年の長きに渡り教鞭を執り、特に大学初期の建築工学・建築構造および建築材料・建築生産の研究育成に貢献した。
主な所属学会は、日本建築学会、日本コンクリート工学協会、セメント協会、日本材料学会など。
一方、俳人としては、俳誌「風」に1975年に入会する。俳号は福島万沙塔。句集に『火山灰』などがあるほか、編書に『建築の歳時記』がある。
2004年3月12日、肺炎のため死去。

## 主な著書

### 単著
- 『建築構法』理工図書、1974年
- 『建築学序説』森北出版、1977年
- 『建築構法汎論』森北出版、1991年

### 共著
- 『鉄筋コンクリート構造』（大場新太郎との共著）、森北出版、1985年

## 主な研究
- 鉄筋コンクリート造集合住宅の劣化調査[9]
- 鉄筋コンクリート(RC)構造について：建築構造
- コンクリート中の鋼材の腐食挙動について（セメント上澄水中における溶存酸素の影響）：コンクリート工学
- 不均一なモルタル中における鋼材の腐食挙動[10]
- コンクリート用砕石のアルカリシリカ反応による膨張特性：建築材料
- コンクリート中の鉄筋腐食に及ぼす塩化物の影響に関する実験的研究：：建築生産
- セメントペースト・モルタル中の塩分拡散について